# Scheldeprijs 2011
Lo Scheldeprijs 2011, novantasettesima edizione della corsa, valido come evento dell'UCI Europe Tour 2011 categoria 1.HC, si svolse il 6 aprile 2011 per un percorso di 200 km. Fu vinto dal britannico Mark Cavendish, che terminò la gara in 4h29'57" alla media di 44,453 km/h.
Furono 169 in totale i ciclisti che portarono a termine il percorso.

## Squadre e corridori partecipanti
| N.      | Cod. | Squadra                |
| ------- | ---- | ---------------------- |
| 1-8     | GRM  | Team Garmin-Cervélo    |
| 11-18   | THR  | HTC-Highroad           |
| 21-28   | QST  | Quickstep Cycling Team |
| 31-38   | RSH  | Team RadioShack        |
| 41-48   | OLO  | Omega Pharma-Lotto     |
| 51-58   | LEO  | Team Leopard-Trek      |
| 61-68   | RAB  | Rabobank Cycling Team  |
| 71-78   | SKY  | Sky Procycling         |
| 81-88   | LAM  | Lampre-ISD             |
| 91-98   | SBS  | Saxo Bank-Sungard      |
| 101-108 | VCD  | Vacansoleil-DCM        |
| 111-118 | BMC  | BMC Racing Team        |
| 121-128 | EUS  | Euskaltel-Euskadi      |

| N.      | Cod. | Squadra                      |
| ------- | ---- | ---------------------------- |
| 131-138 | ALM  | AG2R La Mondiale             |
| 141-148 | KAT  | Katusha Team                 |
| 151-158 | TSV  | Topsport Vlaanderen-Mercator |
| 161-168 | LAN  | Landbouwkrediet              |
| 171-178 | VWA  | Veranda's Willems-Accent     |
| 181-188 | FDJ  | FDJ                          |
| 191-198 | SKS  | Skil-Shimano                 |
| 201-208 | EUC  | Team Europcar                |
| 211-218 | COF  | Cofidis, le Crédit en Ligne  |
| 221-228 | SAU  | Saur-Sojasun                 |
| 231-238 | ASA  | Acqua & Sapone               |
| 241-248 | APP  | Team NetApp                  |

## Ordine d'arrivo (Top 10)
| Pos. | Corridore          | Squadra        | Tempo    |
| ---- | ------------------ | -------------- | -------- |
| 1    | Mark Cavendish     | HTC-Highroad   | 4h29'57" |
| 2    | Denis Galimzjanov  | Katusha        | s.t.     |
| 3    | Jaŭhen Hutarovič   | FDJ            | s.t.     |
| 4    | Stefan van Dijk    | Veranda's Wil. | s.t.     |
| 5    | Robbie McEwen      | RadioShack     | s.t.     |
| 6    | Francesco Chicchi  | Quickstep      | s.t.     |
| 7    | Alexander Kristoff | BMC            | s.t.     |
| 8    | Theo Bos           | Rabobank       | s.t.     |
| 9    | Frederique Robert  | Quickstep      | s.t.     |
| 10   | Kenny van Hummel   | Skil-Shimano   | s.t.     |